# Tête verte de Berlin
Pour les articles homonymes, voir Tête verte.
La Tête verte de Berlin (AeMP 12500) est une tête de statue masculine de l'Égypte ancienne, de 22 cm de haut, sculptée dans un schiste vert appelé « grauwacke » ou « pierre de Bekhen ». Elle fait partie de la collection du Musée égyptien de Berlin, conservée depuis 2009 au Neues Museum, qui abrite aussi le buste de Néfertiti. C'est l'une des pièces les plus connues de la période ptolémaïque tardive.

## Description
La statue présente un visage calme, sans émotion et parfaitement symétrique. C'est le portrait d'un homme d'âge mûr, à l'expression intelligente, avec de nombreuses rides et lignes bien rendues. Le crâne rasé, de forme ovale, est si réaliste qu'on pensait autrefois que le sculpteur n'aurait pu le réaliser sans les connaissances grecques de l'anatomie, une affirmation démentie par la suite par l'analyse d'œuvres égyptiennes antérieures et similaires. La partie supérieure d'un pilier est visible à l'arrière de la tête.
L'objet ne portant aucune inscription, le nom et les titres du propriétaire sont inconnus. Pour la même raison, la statue n'a pu être datée que par ses traits stylistiques. Autrefois considérée comme une œuvre de la période saïte, elle a ensuite été attribuée à la période ptolémaïque par Friedrich Wilhelm von Bissing. En 1960, Bernard von Bothmer a encore réduit l'intervalle de temps entre 100 et 50 avant notre ère, faisant valoir que la tête révèle une maturité non compatible avec l'art ptolémaïque antérieur, ainsi qu'une similitude avec certaines œuvres égyptiennes suivantes de la République romaine. Sa provenance est également inconnue, ainsi que sa trace avant 1895, date à laquelle elle a été acquise des collections du prince Ibrahim Hilmy et d'Henry Wallis.
La Tête verte de Berlin a été comparée à la Tête verte de Boston, similaire, mais antérieure : celle de Berlin a perdu les traits de « vérisme » (parmi lesquels l'asymétrie) présents dans celle de Boston.

Tête verte de Berlin (Ägyptisches Museum und Papyrussammlung, AeMP 12500)
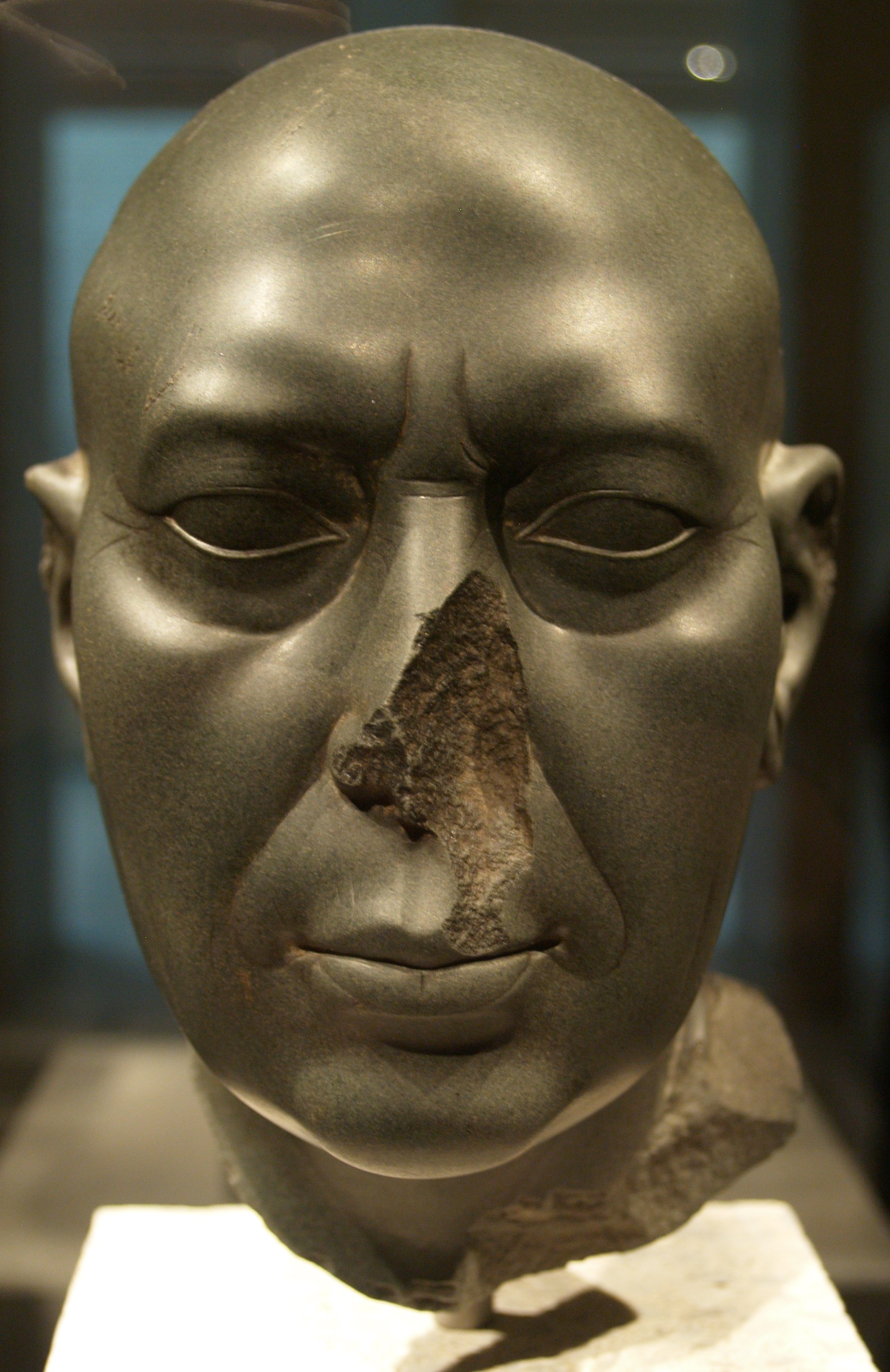
Face
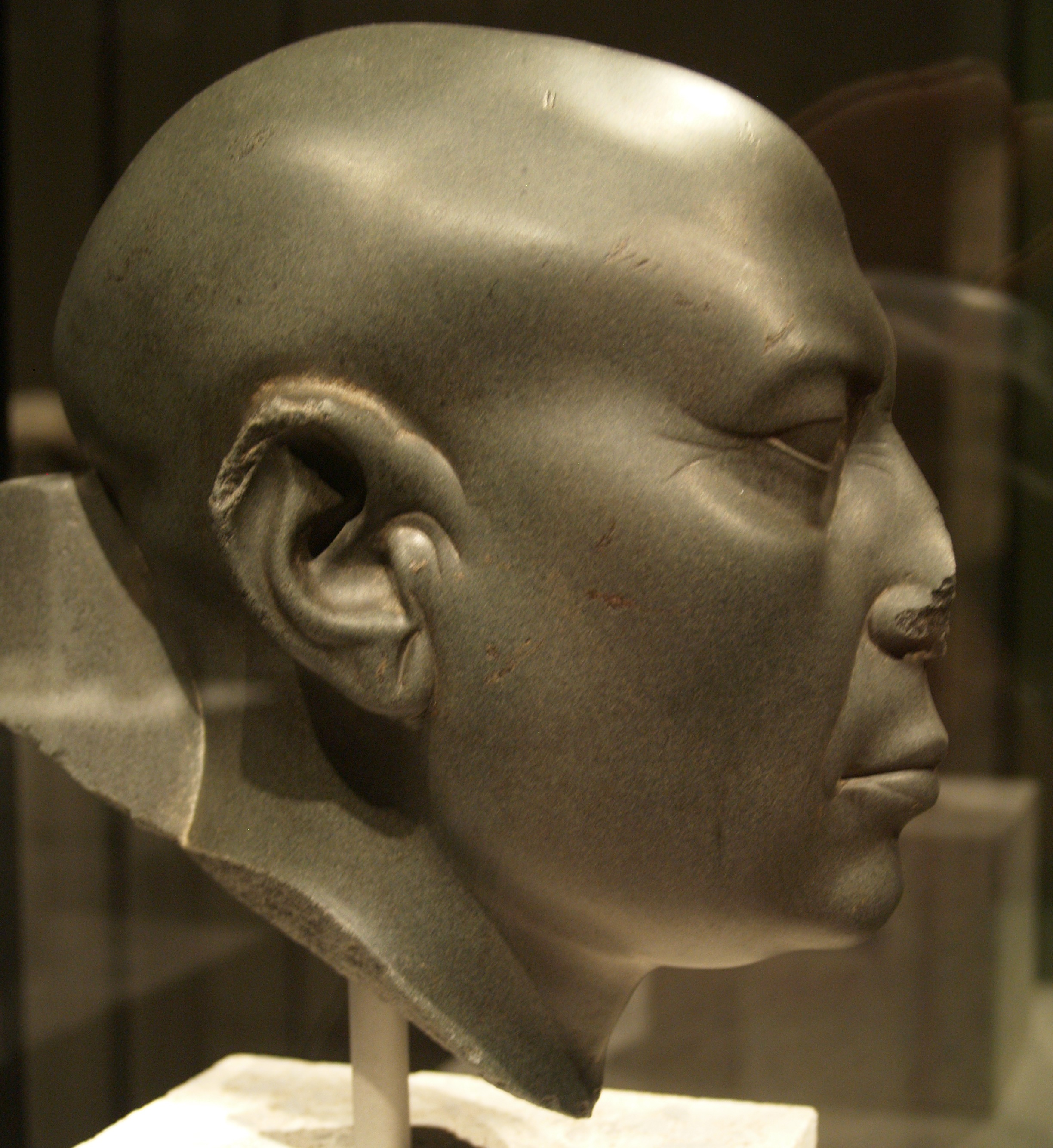
Profil droit
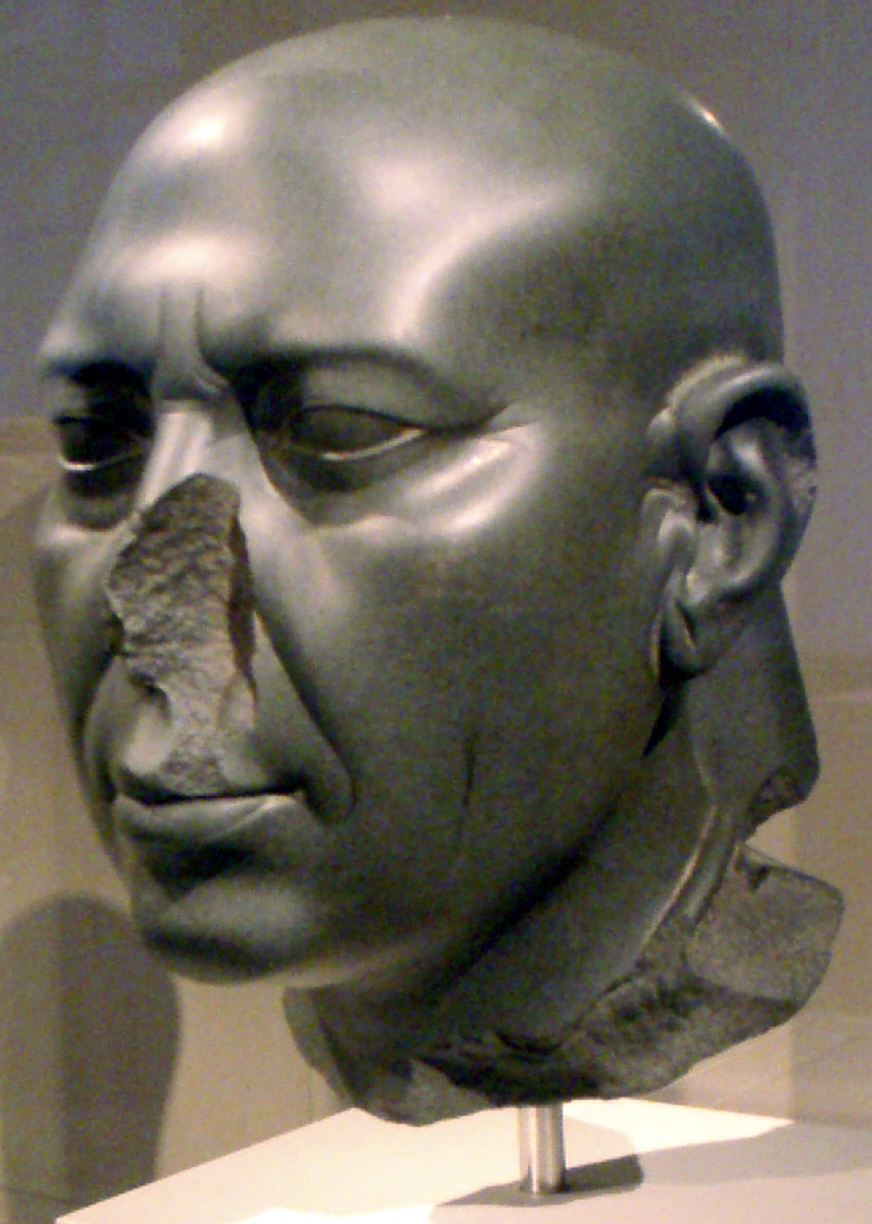
Profil gauche
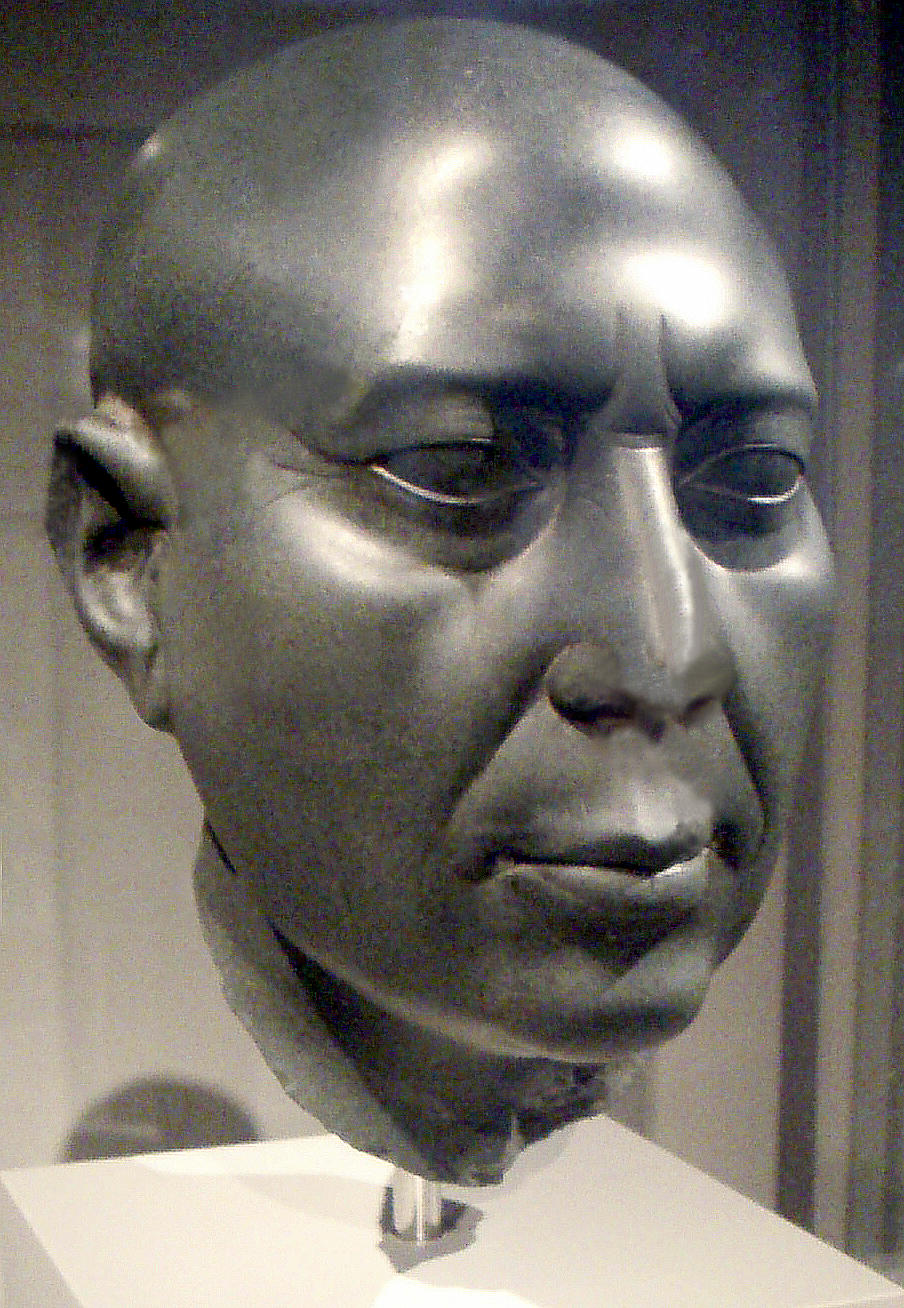
Reconstitution (image retouchée)
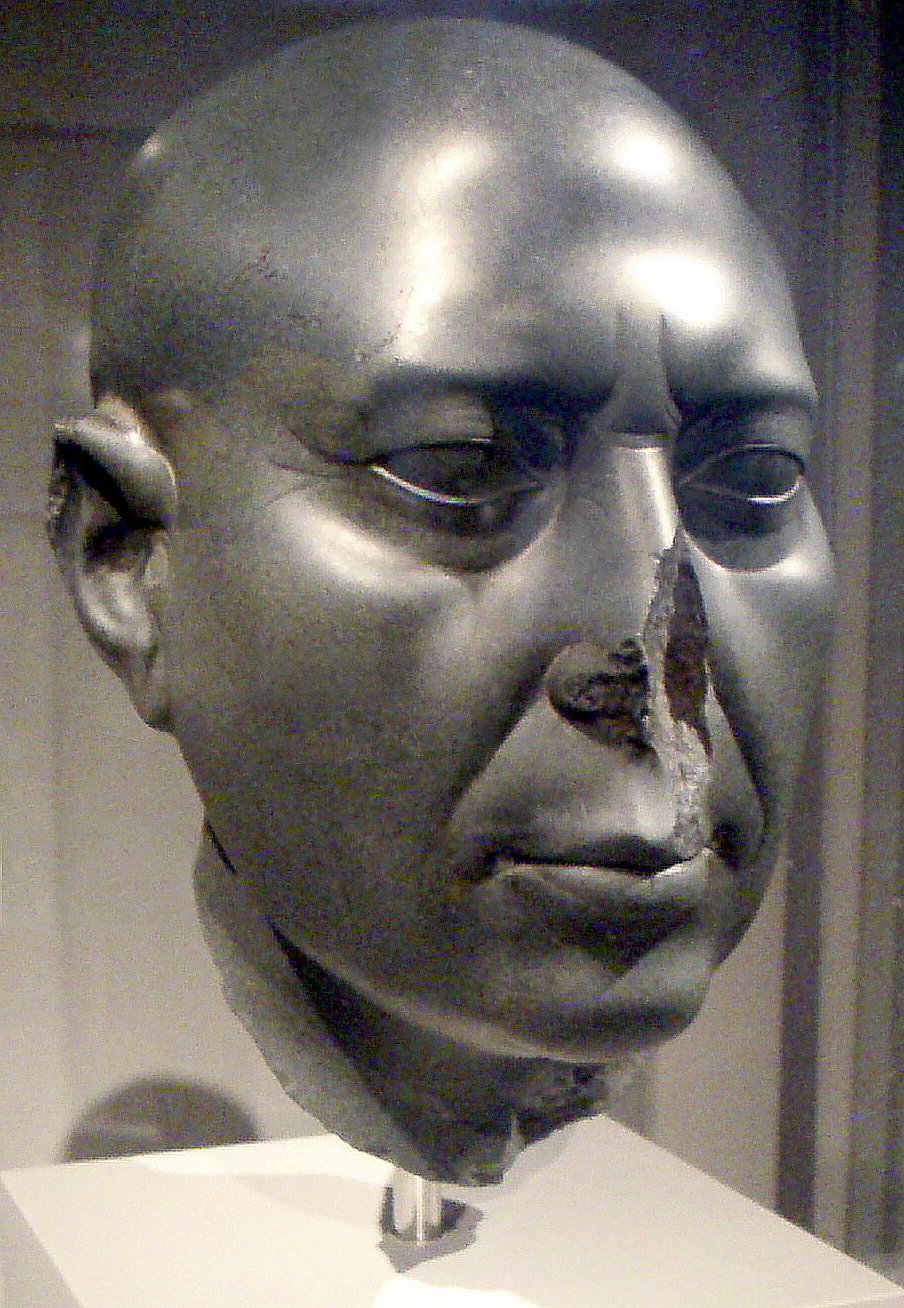
Même image sans retouche